# Погенешть (Хунедоара)
Погенешть, Погенешті (рум. Pogănești) — село у повіті Хунедоара в Румунії. Входить до складу комуни Зам.
Село розташоване на відстані 337 км на північний захід від Бухареста, 40 км на північний захід від Деви, 118 км на південний захід від Клуж-Напоки, 100 км на схід від Тімішоари.

## Населення
За даними перепису населення 2002 року у селі проживали 99 осіб, з них 98 осіб (99,0%) румунів. Рідною мовою 98 осіб (99,0%) назвали румунську.